# Grup de l'ardennita
El grup de l'ardennita és un grup de minerals de la classe dels silicats. Està format per quatre espècies: alpeïta, ardennita-(As), ardennita-(V) i kannanita; totes quatre cristal·litzen en el sistema ortoròmbic.
| Espècie        | Fórmula                                         |
| -------------- | ----------------------------------------------- |
| Alpeïta        | Ca₄Mn3+ 2Al₂(Mn3+Mg)(SiO₄)₂(Si₃O10)(V5+O₄)(OH)₆ |
| Ardennita-(As) | Mn2+ 4Al₄(AlMg)(AsO₄)(SiO₄)₂(Si₃O10)(OH)₆       |
| Ardennita-(V)  | Mn2+ 4Al₄(AlMg)(VO₄)(SiO₄)₂(Si₃O10)(OH)₆        |
| Kannanita      | Ca₄Al₄(AlMg)(SiO₄)₂(Si₃O10)(OH)₆                |

Ardennita-(Si) és com es coneix un membre d'aquest grup, no aprovat per l'Associació Mineralògica Internacional, en el qual el lloc d'As(T4) està predominantment ocupat per silici. Aquesta substitució s'uneix a un augment del contingut de Mn3+ coordinat.
Segons la classificació de Nickel-Strunz, els minerals del grup de l'ardennita pertanyen a "09.BJ: Estructures de sorosilicats amb anions Si₃O10, Si₄O11, etc.; cations en coordinació octaèdrica [6] i major coordinació» juntament amb els següents minerals: orientita, rosenhahnita, trabzonita, thalenita-(Y), fluorthalenita-(Y), tiragal·loïta, medaïta, ruizita, kilchoanita, kornerupina, prismatina, zunyita, hubeïta i cassagnaïta.
L'alpeïta i la kannanita són dues espècies aprovades per l'IMA l'any 2016 i que només han estat descrites a les seves respectives localitats tipus. L'ardennita-(As) i l'ardennita-(V) han estat trobades en una trentena de jaciments de tot el planeta, sent espècies molt poc comunes.